# Jaime Olías
Jaime Olías de Lima (Torrelodones, Madrid, 22 de diciembre de 1989) es un actor, guionista y director español de cine y televisión nominado a los Premios Goya 2023.

## Biografía
Mostró un temprano interés por la interpretación y el cine, tomando parte en diversas representaciones teatrales y cursando además la carrera de Comunicación Audiovisual en la universidad Complutense de Madrid. Llegó a la Televisión con Ángel o demonio (2010); una producción de Plural Entertainment para Telecinco, donde compartió protagonismo con Aura Garrido, interpretando el papel de Damián.
Sin haber finalizado aún el rodaje de Ángel o demonio, dio el salto al cine de la mano de Javier Ruiz Caldera en la película Promoción fantasma (2011). Allí encarnó a uno de los personajes principales, Jorge, teniendo como compañeros de reparto a Aura Garrido, Raúl Arévalo y Alexandra Jiménez, entre otros. También es conocido por su actuación como Fernando, junto a Maxi Iglesias y Juan Diego, en la serie de televisión Toledo, cruce de destinos, producida por Boomerang y emitida en Antena 3 en el año 2012. Poco después comenzó el rodaje de la que sería su segunda película: Open Windows, dirigida por Nacho Vigalondo y con la presencia de actores de la talla de Elijah Wood o Sasha Grey. Ese mismo año participó igualmente en el videoclip del grupo catalán Apollo Flytrap.
Durante prácticamente todo el 2013 participó como uno de los protagonistas en la producción italo-española La dama velata, en la que encarna a Mateo. A finales de ese mismo año se une a la producción de La bella y la bestia, interpretando el papel de André junto a la actriz Blanca Suárez.
En 2014 su carrera está dirigida mayoritariamente al cine español participando en 3 producciones diferentes: La primera fue Solo química de Alfonso Albacete, dando vida a "Hans". La segunda fue Vulcania, una película de José Skaf en la que encarna el papel de Alex junto a Rubén Ochandiano. Y por último vino la película De chica en chica de la directora novel Sonia Sebastian, interpretando a "Fran", y formando así parte de un amplio elenco con rostros conocidos como Adrian Lastra y María Botto entre otros.
En 2015 es vinculado al casting de la serie de televisión Yo quisiera y compone el reparto de la serie de sobremesa de TVE Acacias 38. Ese mismo año recibió el Premio Talamanca Futuro 2015 por ser una personalidad emergente de la industria cinematográfica.
En 2016 ganó el Premio Talento Visual con su micro corto Rojo en la XIV edición de JamesonNotodofilmfest.
Ese mismo año se unió al reparto de la serie de época El final del camino de TVE dando vida a Gelmírez.
En mayo de 2017 recogió el premio como Mejor Actor Principal en el Festival de Cine y Televisión Reino de León por su papel como Diego Gelmírez en la serie de TVE El final del camino.
En el mes de junio de 2017 se une al reparto de Seguidores, la nueva película del director Iván Fernández de Córdoba junto a los actores Rodrigo Poisón, Sara Sálamo y María Almudéver.
En agosto de 2017 se une al reparto de Inhibidos, una serie digital para la plataforma Playz producida en colaboración con Grupo Ganga y The Summer Agency. Un thriller juvenil de ocho capítulos que permitirá a los usuarios formar parte de la emisión en tiempo real a través de un player interactivo desarrollado para este proyecto. Serie digital ideada y producida por Javier Cuadrado y dirigida por Irene Arzuaga, cuenta con guion de Jordi García.
En marzo de 2018 inicia el rodaje del corto Hubiéramos en el que Jaime Olías es el director y escritor; cuenta como reparto con Andrea Dueso, Guille Llansó y Laia Llorca.
En abril de este mismo año se une al reparto de la segunda temporada de la serie Los nuestros (Mediaset) en donde tendrá un pequeño papel uniéndose así al reparto formado por Rodolfo Sancho, Paula Echevarría, Aida Folch y Joel Bosqued, entre otros.
En mayo de 2018 rueda en Barreiros (Galicia) el corto O Que Medra Por Dentro del director Nacho Ozores en el que Jaime será el protagonista.
Nacho Ozores y Jaime Olías coincidieron durante el rodaje de la serie El Final del Camino.
En septiembre de 2018 se estrena la serie El continental en la que Jaime Olías tiene un cameo en el capítulo 10 como policía.
En noviembre de 2018 aparece en un cameo de varios capítulos en la serie de sobremesa Servir y proteger interpretando al entrenador Iago Narbona.

## Filmografía

### Series de televisión
| Año       | Título                    | Personaje                    | Cadena           | Notas         |
| --------- | ------------------------- | ---------------------------- | ---------------- | ------------- |
| 2011      | Ángel o demonio           | Damián                       | Telecinco        | 22 episodios  |
| 2012      | Toledo, cruce de destinos | Fernando de la Cerda         | Antena 3         | 13 episodios  |
| 2014      | La bella y la bestia      | André                        | Telecinco        | 2 episodios   |
| 2015      | Acacias 38                | Claudio Castaño              | La 1             | 127 episodios |
| 2015      | La dama velada            | Matteo Staineri              | Telecinco        | 6 episodios   |
| 2015-2018 | Yo quisiera               | Diego Madero Montesinos      | Divinity         | 88 episodios  |
| 2017      | El final del camino       | Diego Gelmírez               | La 1             | 6 episodios   |
| 2017      | Inhibidos                 | Juan                         | Playz            | 7 episodios   |
| 2018      | Servir y proteger         | Iago Narbona "Andrés Gascón" | La 1             | 12 episodios  |
| 2018      | El continental            | Policía                      | La 1             | 1 episodio    |
| 2019      | Los nuestros              | José Cardoso                 | Telecinco        | 2 episodios   |
| 2020-2021 | El Cid                    | Alfonso VI                   | Prime Video      | 10 episodios  |
| 2021      | Besos al aire             | Claudio                      | Telecinco        | 2 episodios   |
| 2022      | Historias para no dormir  | Alberto                      | Prime Video/La 1 | 1 episodio    |
| 2024      | La pasión turca           | Marco                        | Antena 3         | 1 episodio    |
| 2024      | Beguinas                  | Munio de Avellaneda          | Antena 3         | 10 episodios  |

### Cine y cortometrajes
| Año  | Título                 | Película/Cortometraje | Cargo    | Papel                   |
| ---- | ---------------------- | --------------------- | -------- | ----------------------- |
| 2011 | Mi Lucha               | Cortometraje          | Actor    | Oficial Alemán          |
| 2012 | Promoción fantasma     | Película              | Actor    | Jorge (papel principal) |
| 2012 | Flytrap                | Videoclip             | Actor    | Protagonista            |
| 2014 | Open Windows           | Película              | Actor    | Dave (papel secundario) |
| 2014 | Solo química           | Película              | Actor    | Hans (papel principal)  |
| 2014 | Vulcania               | Película              | Actor    | Alex (papel principal)  |
| 2014 | De chica en chica      | Película              | Actor    | Fran (papel principal)  |
| 2016 | Rojo                   | Cortometraje          | Director |                         |
| 2017 | Seguidores             | Película              | Actor    | Erik (papel principal)  |
| 2018 | Hubiéramos             | Cortometraje          | Director |                         |
| 2018 | O que medra por dentro | Cortometraje          | Actor    | Protagonista            |
| 2019 | Monstruo               | Cortometraje          | Director |                         |
| 2022 | Chaval                 | Cortometraje          | Director |                         |

## Premios y nominaciones

### Premios Goya
| Año  | Categoría          | Película | Resultado |
| ---- | ------------------ | -------- | --------- |
| 2022 | Mejor cortometraje | Chaval   | Nominado  |

Actor
2015
• Premio Talamanca Futuro 2015
2017
• Premio Mejor Actor Principal en el Festival de Cine y Televisión Reino de León por su papel como Diego Gelmírez en la serie El final del camino.

Guion y Dirección

2016
• Premio Talento Visual en la XIV edición de JamesonNotodofilmfest por el micro corto Rojo
2017
• Mejor guion Concurso Internacional de la Comisión Europea UE por el guion The sound of mine.
2022
• Premio mejor dirección Premios fugaz por Chaval.
• Premio mejor director Premios Cortogenia por Chaval.
• Premio Joven Realizador Festival Corto de Ciudad Real por Chaval.
• Premio Mejor Cortometraje Festival de cine de Zaragoza por Chaval.
• Premio Ciudad de Soria Certamen Internacional de Cortos Ciudad de Soria (Soiff) por Chaval.